# PKA cinasa
La proteína cinasa A (PKA, del inglés protein kinase A) (EC 2.7.11.11) es parte de una familia de enzimas cuya actividad depende de la concentración de cAMP (adenosín monofosfato cíclico). Por eso, la PKA es también conocida como proteína cinasa dependiente del cAMP y tiene una infinidad de funciones en la célula, incluyendo la regulación del metabolismo del glucógeno, glucosa y lípidos. Esto es importante en la regulación del ciclo celular. Cataliza la reacción de fosforilación de una proteína:
Proteína + ATP {\displaystyle \rightleftharpoons } Fosfoproteína + ADP

## Subunidades e isozimas
La proteína cinasa A es una holoenzima formada por dos subunidades catalíticas y dos subunidades reguladoras. A bajas concentraciones de cAMP, la holoenzima permanece intacta y las subunidades catalíticas permanecen unidas a las subunidades reguladoras. A altas concentraciones de cAMP, éste se une a las subunidades reguladoras. Al unirse provoca un cambio conformacional en las subunidades reguladoras que sueltan las subunidades catalíticas exponiendo así el sitio activo. La reacción de escisión de la PKA es:
R2C2 + 4 cAMP {\displaystyle \rightleftharpoons } 2 C + R2cAMP4
En donde R representa la subunidad reguladora y C representa la subunidad catalítica.

Escisión de la proteína kinasa A.

El ser humano también sintetiza otros polipéptidos de unos 75 aminoácidos encargados de inhibir las subunidades catalíticas una vez escindidas. Las diferentes formas sintetizadas por el ser humano de las subunidades relacionadas con la PKA y sus genes se muestran en la siguiente tabla:
| Subunidad catalítica | Subunidad reguladora | Inhibidor  |
| -------------------- | -------------------- | ---------- |
| Alfa PRKACA          | Tipo I alfa PRKAR1A  | Alfa PKIA  |
| Beta PRKACB          | Tipo I beta PRKAR1B  | Beta PKIB  |
| Gamma PRKACG         | Tipo II alfa PRKAR2A | Gamma PKIG |
|                      | Tipo II beta PRKAR2B |            |

En las fichas de proteína de esta página solamente se muestran las diferentes isozimas de la subunidad catalítica.

## Función
Las subunidades catalíticas transfieren el grupo fosfato terminal del ATP a residuos serina de sustratos proteicos. Esta fosforilación produce un cambio de la actividad del sustrato. Por ejemplo, cuando se activa, la proteína cinasa A puede viajar al núcleo y fosforilar al CREB (del inglés cAMP response element-binding) que es un factor de transcripción que se une a un motivo llamado CRE (del inglés cAMP response elements). CREB regula la trancripcción de genes como C-Fos, BDNF, tirosina hidroxilasa y neuropéptidos (somatostatina, VGF, CRH, etc).
La siguiente tabla muestra los efectos de la PKA en diferentes tipos de células.
| Tipo de célula                                | Órgano/sistema   | Estimuladores ligandos → Gsα-GPCRs(*) o inhibidores de la fosfodiesterasa(**) | Inhibidores ligandos → Giα-GPCRs(***) o estimuladores de la fosfodiesterasa                                         | Efectos |
| --------------------------------------------- | ---------------- | --- | --- | --- |
| Adipocito                                     | Tejido adiposo   | - Epinefrina → Receptor β-adrenérgico - Glucagón → Receptor del glucagón | | - Aumenta la lipólisis - Estimula la lipasa |
| Miocito (músculo esquelético)                 | Sistema muscular | - Epinefrina → Receptor β-adrenérgico | | - Produce glucosa - Estimula la glucogenólisis - Fosforila la glucógeno fosforilasa via fosforilasa kinasa (activándola) - Fosforila la acetil-CoA carboxilasa (inhibiéndola) - Inhibe la glucogénesis - Fosforila la glucógeno sintasa (inhibièndola) - Estimula la glicólisis - Fosforila la fosfofructocinasa-2 (estimulándola, solamente en los cardiomiocitos)                                      |
| Miocito (músculo cardiaco)                    | Sistema muscular | - Norepinefrina → Receptor β-adrenérgico | | - Captura y almacenamiento de Ca2+ en el retículo endoplasmático - Fosforila la fosfolambana |
| Hepatocito                                    | Hígado           | - Epinefrina → Receptor β-adrenérgico - Glucagón → Receptor del glucagón | | - Produce glucosa - Estimula la glucogenólisis - Fosforila la glucógeno fosforilasa (activándola) - Fosforila la acetil-CoA carboxilasa (inhibiéndola) - Inhibe la glucogénesis - Fosforila la glucógeno sintasa (inhibiéndola) - Estimula la gluconeogénesis - Fosforila la fructosa-2,6-bisfosfatasa (estimulándola) - Inhibe la glicólisis - Fosforila la fosfofructocinasa-2 fosfatasa (activándola) |
| Neuronas del núcleo accumbens                 | Sistema nervioso | Dopamina → Receptor de la dopamina | | Activa el sistema de recompensa |
| Células principales del riñón                 | Riñón            | - Vasopresina → Receptor 2 de la arginina vasopresina - Teofilina (inhibidor de la fosfodiesterasa) | | - Exocitosis de la acuaporina 2 a la membrana apical - Síntesis de la acuaporina 2 - Fosforilación de la acuaporina 2 (estimulándola) |
| Miocito (músculo liso)                        | Sistema muscular | - Agonistas β2 adrenérgicos → Receptor β-2 adrenérgico - Histamina → Receptor histamina H2 - Prostaciclina → Receptor de la prostaciclina - Prostaglandina D2 → Receptor de la prostaglandina D2 - Prostaglandina E2 → Receptor de la prostaglandina E2 - Péptido vasoactivo intestinal → Receptor del péptido vasoactivo intestinal - L-arginina → imidazolina y receptor α-2 adrenérgico? (ligado a Gi) | - Agonistas muscarínicos p.e. Acetilcolina → Receptor muscarínico M2 - Neuropéptido Y → Receptor del neuropéptido Y | Vasodilatación |
| Célula del miembro grueso ascendente          | Riñón            | Vasopresina → Receptor de la arginina vasopresina | | Estimular el cotransportador Na-K-2Cl (quizás solamente con efectos menores) |
| Célula del túbulo cortical colector           | Riñón            | Vasopresina → Receptor de la arginina vasopresina | | Estimula el canal de sodio epitelial (quizás solamente con efectos menores) |
| Céulula del conducto colector interno medular | Riñón            | Vasopresina → Receptor de la arginina vasopresina | | - Estimula el transportador de la urea 1 - Exocitosis del transportador de la urea 1 |
| Célula del túbulo proximal                    | Riñón            | Hormona paratiroides → Receptor de la hormona paratiroides 1 | | Inhibe el contratransportador sodio-hidrógeno 3 → ↓H+ secreción |
| Célula yuxtaglomerular                        | Riñón            | - Agonistas adrenérgicos → Receptor β - Agonistas → Receptor A2 - Dopamina → Receptor de la dopamina - Glucagón → Receptor del glucagón | | Secreción de la renina |

(*) Los receptores asociados a la proteína G (GPCRs) son una familia de proteínas integrales de membrana que responden a una variedad de estímulos extracelulares. Cada GPCR se une y es activado por un ligando espécifico. Los ligandos son de diferentes tamaños, desde moléculas pequeñas como catecolaminas, lípidos o neurotransmisores, hasta hormonas proteicas grandes. Cuando un GPCR es activado por su ligando extracelular, se induce un cambio conformacional en el receptor que es transmitido a un complejo proteico G heterotrimérico intracelular. La subunidad Gs alfa (Gsα) del complejo G estimulado intercambia GDP por GTP y es liberada del complejo. En la vía dependiente del cAMP, la subunidad Gs alfa activada se une y activa a una enzima llamada adenilil ciclasa que cataliza la conversión de ATP en cAMP. El incremento de concentración de cAMP, entre otros, produce la activación de la PKA según el mecanismo explicado anteriormente.
(**) La fosfodiesterasa es una enzima que convierte el cAMP en AMP y por tanto tiene el efecto de desactivar la PKA al disminuir la concentración de cAMP.
(***) La proteína Gi es una proteína que inhibe la enzima adenilil ciclasa reduciendo los niveles de cAMP y la actividad de la PKA.

## Últimos avances
Recientemente se ha descubierto la existencia de otra actividad de la PKA identificada en una única población de células estromales del hueso adulto. Estudios in vivo en ratones heterocigotos para el alelo nulo de la PRKAR1A (PRKAR1A -/-), demuestran que el receptor primario del cAMP y el regulador de la actividad de la PKA desarrollan lesiones en el hueso semejantes a la displasia fibrosa. Las células originadas en el área proximal de crecimiento de la placa de los huesos lesionados, expresan marcadores ostogénicos y muestran una alta actividad de PKA, principalmente la tipo II (PKA-II). Perfiles de expresión genética confirman una naturaleza preosteoblástica de estas células, pero también muestran una señal que ha iniciado una transición desde mesenquimal a epitelial y un incremento de la señal de Wnt. Por lo que una subpoblación específica de células puede ser estimuladas en un hueso adulto por PKA intercambiable y la subunidad catalítica activada. La anormal proliferación de estas células produce lesiones en el esqueleto que tienen similitudes con los tumores en huesos, etc.